# أنخيل كريستو
أنخيل كريستو (بالإسبانية: Ángel Cristo)‏ هو لاعب سيرك ‏ وشخصية أعمال إسباني، ولد في 17 أكتوبر 1944 في ولبة في إسبانيا، وتوفي في 4 مايو 2010 في ألكوركون في إسبانيا بسبب نوبة قلبية.